# Bourne (Dominica)
Bourne ist ein Ort im Norden von Dominica. Die Gemeinde hatte im Jahr 2011 zusammen mit ihrer Nachbarsortschaft One Mile 171 Einwohner. Bourne liegt im Parish Saint John.

## Geographische Lage
Bourne liegt westlich von Paix Bouche und östlich von Portsmouth.